# Andrzej Skrzydlewski
Andrzej Skrzydlewski (n. 6 noiembrie 1946, Gmina Ksawerów⁠(d), voievodatul Łódź, Polonia – d. 28 mai 2006, Gmina Ksawerów⁠(d), voievodatul Łódź, Polonia) a fost un luptător ce a reprezentat Polonia, medaliat olimpic. A participat la 2 ediții ale Jocurilor Olimpice (1972, 1976) în care a câștigat o medalie de bronz.